# سيركان فرات
سيركان فرات (بالألمانية: Serkan Firat؛ بالتركية: Serkan Firat) هو لاعب كرة قدم تركي وألماني في مركز ظهير ‏، ولد في 2 مايو 1994 في ألمانيا. لعب مع كيكرز أوفنباخ.

## وصلات خارجية
- سيركان فرات على موقع قاعدة بيانات كرة القدم.إي يو (الإنجليزية)
- سيركان فرات على موقع Soccerway.com (الإنجليزية)
- سيركان فرات على موقع عالم كرة القدم.نت (الإنجليزية)